# Tendla
Tendla (în arabă تندلة) este o comună din provincia El Oued, Algeria.
Populația comunei este de 9.193 de locuitori (2008).